# Хомяков, Василий Григорьевич
Василий Григорьевич Хомяко́в (1900, Шуя —1968, Москва) — советский электрохимик и педагог.

## Биография
Из крестьян. С трёхлетнего возраста остался без отца. Окончил школу 2-й ступени (1919, Шуя) и добровольно вступил в РККА, служил в агитационно-просветительском отделе Шуйского военкомата учителем и инструктором красноармейских школ по ликвидации неграмотности.
В 1921 командирован от военкомата для зачисления в Иваново-Вознесенский политехнический институт. В 1926 г. защитил дипломный проект «Завод жидкого фосгена» и дипломную работу «Восстановление сульфата натрия до сульфида натрия газообразными восстановителями».
В 1927 принят на работу в Центральную лабораторию треста ТЭЖЭ на должность химика, в том же году перешел в Химстрой (позднее - Государственный институт по проектированию заводов основной химической промышленности — Гипрохим), с 1931 — главный инженер и одновременно начальник сектора электрохимии и хлорорганического синтеза). 
С 1936, когда сектор был преобразован в проектное управление Всесоюзного хлорного института, - его начальник и одновременно главный инженер. 
В 1927-1931 и с 1934 г. преподаватель, с 1938 доцент, с 1965 года профессор МХТИ имени Д. И. Менделеева.
В период эвакуации института в Коканд и первое время после возвращения в Москву (1942—1944) зав. кафедрой технологии электрохимических производств (ТЭП). 
Читал курс общей химической технологии во Всесоюзной промышленной академии (1930-1935), там же в 1932-1933 заведовал кафедрой технологии минеральных веществ. 
Кандидат технических наук (1942), тема диссертации «Разработка способа приготовления асбестовых диафрагм для хлорных ванн методом непосредственного нанесения асбестового волокна на катодную поверхность».
Брат К.Г.Хомякова.

## Сочинения
- Технология электрохимических производств / В. Г. .Хомяков, B. П. Машовец, Л. Л. Кузьмин Л.: Госхимиздат, 1949. — 676 с.
- Технология электрохимических процессов // В. Г. Хомяков, В. П. Машовец, Л. Л. Кузьмин. Москва: Госхимиздат, 1961 −560с.
- Краткий курс технологии хлора. М., 1933.
- Производство хлора. Изд. 2-е. М., 1936 (совм. с Тениным, Гладковым).

## Награды и премии
- Сталинская премия второй степени (1946) — за разработку и внедрение в промышленность конструкции электролизеров большой мощности для производства водорода и кислорода
- орден Трудового Красного Знамени
- орден «Знак Почёта» (1953)
- медали